# Exobasidium kishianum
Exobasidium kishianum är en svampart som beskrevs av Nagao & Ezuka 2006. Exobasidium kishianum ingår i släktet Exobasidium och familjen Exobasidiaceae.   Inga underarter finns listade i Catalogue of Life.